# سلاح تقليدي

الكلاشنكوف من أكثر الأسلحة النارية الفردية شيوعاَ

سلاح تقليدي هو بصفة عامة سلاح  تنبع قدرته وضرره من الطاقة الحركية أو الحارقة أو الطاقة المتفجرة ويستبعد استخدام الأسلحة الدمار الشامل (مثل الأسلحة النووية والبيولوجية والكيميائية). 
إن أي سلاح يستخدم في الجرائم أو الصراعات أو الحروب يصنف كأسلحة تقليدية ويشمل الأسلحة الصغيرة  والدروع الدفاعية والأسلحة الخفيفة والألغام البحرية والبرية وكذلك القنابل والقذائف والصواريخ غير المتعلقة بأسلحة الدمار الشامل والذخائر العنقودية وانتهاكات حقوق الإنسان والجرائم المحلية.
تستخدم هذه الأسلحة المواد المتفجرة على أساس الطاقة الكيميائية في مقابل الطاقة النووية في الأسلحة النووية.
يخضع الاستخدام المقبول لجميع أنواع الأسلحة التقليدية في زمن الحرب لاتفاقيات جنيف. كما يتم تنظيم أو حظر أنواع معينة من الأسلحة التقليدية بموجب اتفاقية الأمم المتحدة بشأن أسلحة تقليدية معينة ويحظر آخرون بموجب الاتفاقية الذخائر العنقودية ومعاهدة أوتاوا ( معاهدة حظر الألغام) ومعاهدة تجارة الأسلحة.